# エンドヌクレアーゼ
エンドヌクレアーゼ（英: endonuclease）は、ポリヌクレオチド鎖内部のホスホジエステル結合を切断する酵素である。デオキシリボヌクレアーゼI（DNase I）など一部の酵素はDNAを非特異的に（配列に関係なく）切断するが、一般的に制限酵素と呼ばれる多くの種類は特定のヌクレオチド配列のみを非常に高い特異性で切断する。エンドヌクレアーゼは、認識配列の末端ではなく内部（endo-）を切断する点で、エキソヌクレアーゼとは異なる。一方、一部の酵素は"exo-endonuclease"として知られ、エンドヌクレアーゼ様の活性とエキソヌクレアーゼ様の活性の双方を示す。エンドヌクレアーゼの活性には、エキソヌクレアーゼの活性と比較して遅れがみられることが示唆されている。
制限酵素は、特定のDNA配列を認識する、真正細菌や古細菌由来のエンドヌクレアーゼである。一般的に、制限酵素認識部位は4から6ヌクレオチドの長さの回文配列となっている。大部分の制限酵素は、相補的な一本鎖末端を残すような形で切断する。こうした末端はハイブリダイゼーションによって再連結することができ、「粘着末端」と呼ばれる。末端どうしが対合すると、断片はDNAリガーゼによって連結される。これまで数百種類の制限酵素が知られており、それぞれ異なる部位を攻撃する。同じ酵素によって切断されたDNA断片は、異なる起源のDNAどうしであっても連結することができる。こうして作られたDNAは組換えDNAと呼ばれる。制限酵素はその作用機序によってタイプI、II、IIIの3つのカテゴリに分類される。こうした酵素は、細菌、植物、動物細胞へ導入するための組換えDNAを作製するための遺伝子操作によく利用され、また合成生物学においても利用される。Cas9もよく知られたエンドヌクレアーゼの1つである。

## 制限酵素
制限酵素は、特異的配列の切断に関して3つのカテゴリに分類される。タイプIとIIIはエンドヌクレアーゼ活性とメチラーゼ活性を持つ多サブユニット複合体である。タイプIは認識配列から約1000塩基対もしくはそれ以上離れたランダムな部位を切断し、エネルギー源としてATPを必要とする。タイプIIは1970年にHamilton Smithによって初めて単離された、より単純なエンドヌクレアーゼであり、分解過程にATPを必要としない。タイプII制限酵素の例としては、BamHI、EcoRI、EcoRV、HindIII、HaeIIIなどがある。タイプIIIは認識配列から約25塩基対離れたDNAを切断し、ATPを必要とする。

## DNA修復
エンドヌクレアーゼはDNA修復にも関与している。APエンドヌクレアーゼはAP部位でのみDNAへの切り込み（incision）を触媒し、その後のDNAの切除（excision）、修復合成、ライゲーションに備える。例えば脱プリン化が生じた際には、塩基を持たないデオキシリボースが残される。APエンドヌクレアーゼはこうした糖を認識してこの部位のDNAに切り込みを入れ、DNA修復の継続を可能にする。

## 一般的なエンドヌクレアーゼ
原核生物、真核生物の一般的なエンドヌクレアーゼの表を下に示す。
| 原核生物酵素                           | 由来                         | コメント |
| -------------------------------------- | ---------------------------- | --- |
| RecBCDエンドヌクレアーゼ               | 大腸菌                       | 一部はATP依存的、エキソヌクレアーゼ活性も持つ。組換えや修復に機能する。 |
| T7エンドヌクレアーゼ (P00641)          | T7ファージ (gene 3)          | 複製に必要不可欠。二本鎖DNAよりも一本鎖DNAに対する選択性。 |
| T4エンドヌクレアーゼII (P07059)        | T4ファージ (denA)            | -TpC-配列を切断し、5'-dCMP末端を持つオリゴヌクレオチドを形成する。反応産物の長さは条件によって変化する。                                                                      |
| Bal 31エンドヌクレアーゼ               | Pseudoalteromonas espejiana  | エキソヌクレアーゼとしても作用する。二本鎖DNAの3'、5'末端を削りとる。反応が速い酵素と遅い酵素の少なくとも2種類のヌクレアーゼの混合物である。                                  |
| エンドヌクレアーゼI (endoI; P25736)    | 大腸菌 (endA)                | ペリプラズムに局在。反応産物の平均的長さは7塩基。tRNAによって阻害される。二本鎖切断を形成する。tRNAとの複合体形成時にはニックが形成される。この酵素の変異体は正常に生育する。 |
| ミクロコッカスヌクレアーゼ (P00644)    | ブドウ球菌                   | 3'-P末端を形成する。Ca2+要求性。RNAにも作用する。一本鎖DNAとATリッチ領域に対する選択性。                                                                                      |
| エキソヌクレアーゼIII (exoIII; P09030) | 大腸菌 (xthA)                | AP部位の隣で切断する。3'->5'エキソヌクレアーゼ活性も持つ。3'-P末端に対するホスホモノエステラーゼ活性。                                                                        |
| 真核生物酵素                           | 由来                         | コメント |
| Neurospora endonuclease                | アカパンカビ, ミトコンドリア | RNAにも作用 |
| S1ヌクレアーゼ (P24021)                | ニホンコウジカビ             | RNAにも作用 |
| P1 nuclease (P24289)                   | Penicillium citrinum         | RNAにも作用 |
| Mung bean nuclease I                   | 緑豆スプラウト               | RNAにも作用 |
| Ustilago nuclease (DNase I)            | Ustilago maydis              | RNAにも作用 |
| DNase I (P00639)                       | ウシ膵臓                     | 反応産物の平均的長さは4塩基。Mn2+の存在下で二本鎖切断を形成する。 |
| APエンドヌクレアーゼ                   | 核, ミトコンドリア           | DNA塩基除去修復経路に関与 |
| Endo R                                 | HeLa細胞                     | GC部位特異的 |

## 疾患との関係
色素性乾皮症は、エンドヌクレアーゼの欠陥によって引きこされる稀な常染色体劣性遺伝疾患である。変異を抱える患者は、日光によって引き起こされたDNA損傷を修復することができない。
鎌状赤血球症はヘモグロビンβ鎖の点変異によって引き起こされる疾患である。変異による配列の変化によって制限酵素MstIIの認識部位が消失するため、この酵素を診断に利用することができる。
tRNAのスプライシングに関与するエンドヌクレアーゼの変異によって、橋小脳低形成（PCH）が引き起こされる。PCHはtRNAスプライシングエンドヌクレアーゼ複合体の4つのサブユニットのうちの3つの変異によって引き起こされる、常染色体劣性神経変性疾患群である。